# Into the Labyrinth (album Dead Can Dance)
Into the Labyrinth – szósty studyjny album zespołu Dead Can Dance, nagrany w Quivy Church w hrabstwie Cavan w Irlandii.

## Historia albumu
Album Into the Labyrinth został pierwotnie wydany w 1993 w Wielkiej Brytanii jako podwójny, winylowy LP o limitowanym nakładzie, zawierający obok 11 premierowych dwa dodatkowe nagrania:
- „Bird” – 5:00
- „Spirit” – 4:59

pochodzące z kompilacji A Passage in Time. Późniejsze wersje albumu wydane jeszcze w 1993 jako CD nie zawierały już tych nagrań.
Nowy album Dead Can Dance oznaczał zmianę na wielu frontach w stosunku do poprzednich wydawnictw zespołu. Brendan Perry mieszkał w tym czasie na rzecznej wyspie w hrabstwie Cavan na granicy pomiędzy Irlandią a Irlandia Północną, zaś Lisa Gerrard mieszkała z mężem Jackiem Tuschewskim i córką w górach Snow River w Australii. W rezultacie komponowali oddzielnie, a dopiero pod koniec spotkali się w studio Brendana w Irlandii i nagrali razem album w ciągu trzech miesięcy.
Lisa Gerrard tak mówiła o nowej metodzie pracy:

Teraz nad naszymi pomysłami pracujemy oddzielnie około dwóch lat, później spotykamy się i w ciągu roku wspólnie nagrywamy płytę.

Zamiłowanie Brendana Perry’ego do muzyki średniowiecznej ustąpiło upodobaniom Lisy Gerrard do muzyki etnicznej, która w tym albumie wybija się na pierwszy plan. Jest to zarazem pierwszy album grupy nagrany wyłącznie przez oboje muzyków, bez pomocy z zewnątrz.
W 2008 wytwórnia Warner Music Japan Inc. wydała album „Into The Labirynth” w pierwotnej wersji w ramach Audiophile Edition jako hybrid SACD. Album zewnętrznie przypominał miniaturowy LP: tekturowa okładka albumu, papierowa i dodatkowa – foliowa – koszulka, w której znajdowała się płyta; druga koszulka była pusta. Również nalepki na płycie, dołączona książeczka ze zdjęciem zespołu i z tekstami wybranych utworów przypominały oryginalny longplay. Całość wzbogacona została dodatkowym, pozłacanym grzbietem w stylu japońskiego obi. Pomimo że płyta SACD zawierała 13 utworów, na dołączonej do wydawnictwa wkładce zostały one opisane tak jak na pierwotnym, podwójnym LP, tj. z podziałem na strony.

## Inspiracja mitologią grecką
- Tytuł albumu „Into the Labyrinth” (pol. w labirynt) odwołuje się do zaczerpniętego z mitologii greckiej mitu o Tezeuszu, który wchodzi do labiryntu, żeby zabić Minotaura i uwolnić w ten sposób Kreteńczyków.
- Utwór „Ariadne”. Ariadna – to córka króla Krety Minosa i Pazyfae, która dając Tezeuszowi kłębek nici pomogła mu w ten wydostać się z labiryntu.
- „Towards the Within” – do środka (labiryntu, w którym przebywał Minotaur)
- „The Spider’s Stratagem” – podstęp pająka  (czyhającego w środku swojej sieci na ofiary, podobnie jak Minotaur w centrum labiryntu)
- „Emmeleia” – rodzaj antycznego tańca greckiego

## Utwory albumu
- Tytuł utworu „Yulunga (Spirit Dance)” oznacza w języku australijskich Aborygenów „taniec” lub „taniec duchowy” i pochodzi od czasownika yulugi (tańczyć, grać). Według aborygeńskich legend sennych Yulunga jest wariantem Julunggul, aborygeńskiego mitycznego Tęczowego Węża, obrońcy ludzi[10]. (W jednej z miejscowości w południowej Australii  jest ulica Yulunga Street oraz festiwal Yulunga Festival.)
- „The Ubiquitous Mr Lovegrove” – to alter ego Brendana Perry’ego, „abstrakcyjna relacja pomiędzy mną a kobietą”[11]. Utwór pojawił się w jednej ze scen filmu The Crossing Guard Seana Penna (1995).
- Utwór „The Wind That Shakes the Barley” to irlandzka ballada napisana w XIX w. przez Roberta Dwyera Joyce’a. Lisa Gerrard sporządziła własną wersję ballady, w celu nadania jej wymowy antywojennej.
- Utwór „The Carnival Is Over” opisuje przeżycia nastoletniego Perry’ego we wschodnim Londynie, podczas wizyty w cyrku[11].
- Utwory „Ariadne”, „Towards the Within” i „The Spider’s Stratagem” zostały już omówione powyżej.
- Utwór „Tell Me About the Forest”. Perry tak wyjaśniał jego przesłanie:

Kiedy mieszkasz w Irlandii widzisz ludzi, którzy po wielu latach nieobecności powracają do swoich rodziców, widzisz też tych, o których zapomnieli… złamanie tradycji razem z wykorzenieniem i przewrotem plemiennym. W Irlandii i w lasach tropikalnych. Gdybyśmy mogli podtrzymać tylko ustną tradycję a zapomnieć o urzędniczych absurdach….

- Utwór „Emmeleia” (gr. ἐμμέλεια – „wdzięk” lub „zharmonizowanie”) to nazwa poważnego i dostojnego tańca w teatrze greckim[12]. „Słowa” utworu to typowa dla Lisy Gerrard glosolalia[13].
- Tekst ostatniego utworu, „How Fortunate the Man with None”, pochodzi z wiersza Bertolda Brechta „Die Ballade von den Prominenten” (1928), przetłumaczonego na angielski przez Johna Willetta; sam Brecht wykorzystał odmienną wersję tego poematu pt. „Salomon-Song” w Operze za trzy grosze (1928, akt III, scena 18) i bardzo podobną pt. „Die Schädlichkeit von Tugenden” w swojej sztuce teatralnej Matka Courage i jej dzieci (1939)[11].

## Języki użyte na albumie
- Utwory 2, 3, 4, 8, i 11 są śpiewane w jęz. angielskim;
- Utwory 1, 5, 6, 7, 9, 10 to glosolalia Lisy Gerrard;
- W utworach 3 i 10 pojawia się  ponadto śpiew a cappella.

## Lista utworów

### LP
Zestaw utworów na płycie LP:
Side A:
| 1. | „Yulunga (Spirit Dance)”          | 6:56  |
|    |                                   |       |
| 2. | „The Ubiquitous Mr Lovegrove”     | 6:17  |
|    |                                   |       |
| 3. | „The Wind That Shakes the Barley” | 2:49  |
|    |                                   |       |
|    |                                   | 16:02 |
|    |                                   |       |
Side B:
| 1. | „The Carnival Is Over” | 5:28  |
|    |                        |       |
| 2. | „Ariadne”              | 1:54  |
|    |                        |       |
| 3. | „Saldek”               | 1:07  |
|    |                        |       |
| 4. | „Towards the Within”   | 7:06  |
|    |                        |       |
|    |                        | 15:35 |
|    |                        |       |
Side C:
| 1. | „Bird”                                            | 5:00  |
|    |                                                   |       |
| 2. | „Tell Me About the Forest (You Once Called Home)” | 5:42  |
|    |                                                   |       |
| 3. | „The Spider’s Stratagem”                          | 6:42  |
|    |                                                   |       |
|    |                                                   | 17:24 |
|    |                                                   |       |
Side D:
| 1. | „Spirit”                          | 4:59  |
|    |                                   |       |
| 2. | „Emmeleia”                        | 2:04  |
|    |                                   |       |
| 3. | „How Fortunate the Man With None” | 9:15  |
|    |                                   |       |
|    |                                   | 16:18 |
|    |                                   |       |

### CD
Zestaw utworów na płycie CD:
| 1.  | „Yulunga (Spirit Dance)”                          | 6:56  |
|     |                                                   |       |
| 2.  | „The Ubiquitous Mr Lovegrove”                     | 6:17  |
|     |                                                   |       |
| 3.  | „The Wind That Shakes the Barley”                 | 2:49  |
|     |                                                   |       |
| 4.  | „The Carnival Is Over”                            | 5:28  |
|     |                                                   |       |
| 5.  | „Ariadne”                                         | 1:54  |
|     |                                                   |       |
| 6.  | „Saldek”                                          | 1:07  |
|     |                                                   |       |
| 7.  | „Towards the Within”                              | 7:06  |
|     |                                                   |       |
| 8.  | „Tell Me About the Forest (You Once Called Home)” | 5:42  |
|     |                                                   |       |
| 9.  | „The Spider’s Stratagem”                          | 6:42  |
|     |                                                   |       |
| 10. | „Emmeleia”                                        | 2:04  |
|     |                                                   |       |
| 11. | „How Fortunate the Man With None”                 | 9:15  |
|     |                                                   |       |
|     |                                                   | 55:20 |
|     |                                                   |       |

### SACD
Lista utworów z płyty SACD (opis z grzbietu okładki):
| 1.  | „Yulunga (Spirit Dance)”                          |  |
|     |                                                   |  |
| 2.  | „The Ubiquitous Mr Lovegrove”                     |  |
|     |                                                   |  |
| 3.  | „The Wind That Shakes the Barley”                 |  |
|     |                                                   |  |
| 4.  | „The Carnival Is Over”                            |  |
|     |                                                   |  |
| 5.  | „Ariadne”                                         |  |
|     |                                                   |  |
| 6.  | „Saldek”                                          |  |
|     |                                                   |  |
| 7.  | „Towards The Within”                              |  |
|     |                                                   |  |
| 8.  | „Bird”                                            |  |
|     |                                                   |  |
| 9.  | „Tell Me About The Forest (You Once Called Home)” |  |
|     |                                                   |  |
| 10. | „The Spider’s Stratagem”                          |  |
|     |                                                   |  |
| 11. | „Spirit”                                          |  |
|     |                                                   |  |
| 12. | „Emmeleia”                                        |  |
|     |                                                   |  |
| 13. | „How Fortunate The Man With None”                 |  |
|     |                                                   |  |

## Twórcy
- Lisa Gerrard – śpiew, różne instrumenty
- Brendan Perry – śpiew, różne instrumenty

## Listy sprzedaży
| Lista             | Kraj                       | Pozycja |
| ----------------- | -------------------------- | ------- |
| Holandia          | MegaCharts                 | 70      |
| Niemcy            | Offizielle Deutsche Charts | 54      |
| Stany Zjednoczone | Billboard 200              | 122     |